# Elias Xitavhudzi
Elias Xitavhudzi was een Zuid-Afrikaanse seriemoordenaar. Hij vermoordde in de jaren zestig van de 20e eeuw ten minste zestien vrouwen in de omgeving van Tshwane. Hij kreeg voor zijn arrestatie al de bijnaam Pangaman, doordat hij zijn slachtoffers verminkte met een kapmes, lokaal panga genoemd.
Xitavhudzi woonde in een gemeenschap waar nog een strikte rassenscheiding heerste. Hij richtte zich daar puur op blanke vrouwen. Na Xitavhudzis arrestatie werd vrijwel meteen de doodstraf opgelegd en voltrokken.